# Malapterurus oguensis
Malapterurus oguensis és una espècie de peix de la família dels malapterúrids i de l'ordre dels siluriformes.

## Morfologia
- Els mascles poden assolir 21,5 cm de llargària total i les femelles 20.
- Nombre de vèrtebres: 38-40.[2]

## Distribució geogràfica
Es troba a Àfrica: des del Camerun fins al Gabon.